# Richard Foster
Richard Martyn Foster (Elgin, Escocia, 31 de julio de 1985) es un futbolista escocés. Juega de defensa y su equipo es el Detroit City F. C. de la USL Championship.

## Selección nacional
Ha sido internacional con la selección de fútbol sub-21 de Escocia.

## Clubes
| Club                   | País           | Año       |
| ---------------------- | -------------- | --------- |
| Aberdeen F. C.         | Escocia        | 2003-2012 |
| Rangers F. C. (cedido) | Escocia        | 2010-2011 |
| Bristol City F. C.     | Inglaterra     | 2012-2013 |
| Rangers F. C.          | Escocia        | 2013-2015 |
| Ross County F. C.      | Escocia        | 2015-2016 |
| St Johnsotne F. C.     | Escocia        | 2016-2019 |
| Ross County F. C.      | Escocia        | 2019-2020 |
| Partick Thistle F. C.  | Escocia        | 2020-2022 |
| Detroit City F. C.     | Estados Unidos | 2022-     |

## Palmarés

### Campeonatos nacionales
| Título                     | Club              | País    | Año  |
| -------------------------- | ----------------- | ------- | ---- |
| Premier League de Escocia  | Rangers F. C.     | Escocia | 2011 |
| Copa de la Liga de Escocia | Ross County F. C. | Escocia | 2016 |

## Vida personal
En 2018 se casó con la cantante Amy Macdonald.